# Eucereon punctatum
Eucereon punctatum är en fjärilsart som beskrevs av George Francis Hampson. Eucereon punctatum ingår i släktet Eucereon och familjen björnspinnare. Inga underarter finns listade i Catalogue of Life.